# ألعاب البحر الأبيض المتوسط 1951
ألعاب البحر الأبيض المتوسط 1951 هي ألعاب البحر الأبيض المتوسط الأولى التي نظمت في الإسكندرية في مصر في ما بين 5 إلى 15 أكتوبر 1951. وشارك فيها 743 رياضياً مثلوا 10 دول في 13 رياضة.

## تاريخ
اقترح الفكرة محمد طاهر باشا رئيس اللجنة الأولمبية المصرية أثناء دورة الألعاب الأولمبية الصيفية لعام 1948، وتم عقد الدورة الأولى في عام 1951 في الإسكندرية.

## ألعاب الدورة
تضمن برنامج الدورة الألعاب التالية:
- ألعاب القوى
- المصارعة
- السباحة
- كرة السلة
- كرة الماء
- الملاكمة
- رفع الأثقال
- الرماية
- كرة القدم
- الجمباز
- التجديف
- مبارزة سيف الشيش
- الغطس.

## الدول المشاركة
شارك في هذه الدورة رياضيون من 10 دول تنافسوا في 13 رياضة، وبلغ عدد المشاركين 743 رياضي تنافسو على 91 ميدالية ذهبية.
| الدولة          | رجال |
| --------------- | ---- |
| المملكة المصرية | 243  |
| إيطاليا         | 99   |
| إسبانيا         | 36   |
| فرنسا           | 42   |
| تركيا           | 52   |
| اليونان         | 129  |
| سوريا           | 65   |
| لبنان           | 48   |
| يوغسلافيا       | 17   |
| مالطا           | 3    |
| المجموع         | 743  |

## لائحة الميداليات
حققت الفرنسية رايموند فازت لاعبة الجمباز على أكبر عدد من الميداليات في الدورة برصيد 7 ميداليات ذهبية وميدالية برونزية واحدة.
| الترتيب | منتخب           | ذهبية | فضية | برونزية | المجموع |
| ------- | --------------- | ----- | ---- | ------- | ------- |
| 1       | إيطاليا         | 27    | 22   | 12      | 61      |
| 2       | فرنسا           | 26    | 13   | 5       | 44      |
| 3       | المملكة المصرية | 20    | 26   | 16      | 62      |
| 4       | تركيا           | 10    | 3    | 7       | 20      |
| 5       | اليونان         | 4     | 9    | 8       | 21      |
| 6       | يوغسلافيا       | 3     | 5    | 7       | 15      |
| 7       | إسبانيا         | 1     | 4    | 4       | 9       |
| 8       | لبنان           | 0     | 5    | 14      | 19      |
| 9       | سوريا           | 0     | 3    | 10      | 13      |
|         | المجموع         | 91    | 90   | 86      | 268     |

## الميداليات وأمور أخرى

بطاقة ملكية مصرية اصدرت بمناسبة الدورة التي استضافتها بالإضافة لمجموعة الطوابع الخاصة بها.
ميدالية دورة الإسكندرية

## وصلات خارجية
- اللجنة الدولية لألعاب المتوسط
- النتائج الرياضية في البطولة